# حامد بن محمد الهرساني
الدكتور حامد بن محمد وزير سعودي سابق ووري في مقابر المعلاة في مكة المكرمة الدكتور حامد الهرساني وزير الصحة الأسبق (85 عاما). ويعد الفقيد من أبرز رجالات مكة المكرمة، حيث كان من أوائل السعوديين الذين درسوا الطب وقدموا لوطنهم وأبنائه خدمات جليلة، ويحسب له تطوير القطاع الصحي خلال الفترة التي تقلد فيها منصب وزير الصحة. كما قدم الدكتور الهرساني خدمات كبيرة في تطوير أعمال الطوافة، حينما كان يرأس هذه الطائفة، ويعد أحد الوجهاء وأعيان مكة المعروفين، إذ لم يخل نشاط اجتماعي في مكة المكرمة من مشاركاته.